# Grupo Lala
Grupo Lala er en mexicansk mejerikoncern, der blev etableret i 1949 i Torreón. Virksomheden har i dag hovedkvarter i Gómez Palacio, Durango. De har 39.953 ansatte (2022).